# 鄧騭
鄧騭（？—121年），字昭伯，南陽新野（今河南新野）人，東漢外戚、權臣、将领，是云台二十八将之首太傅鄧禹的孫子；鄧訓之长子，和熹皇后鄧綏的哥哥。延平元年（106年），汉和帝拜鄧骘车骑将军、仪同三司。汉殇帝驾崩，鄧太后与鄧骘共同拥立安帝。永初元年（107年），封骘上蔡侯，食邑万户。夏，西征西羌，大败。次年，鄧騭擔任大將軍。鄧騭与士大夫关系较好，曾重用杨震等人。建光元年（121年），太后驾崩，漢安帝的乳母王圣與黄门郎李闰告訴漢安帝，鄧太后曾經對漢安帝不滿意，邓悝兄弟還圖謀擁戴平原王劉勝为皇帝。汉安帝大怒，開始清算鄧氏家族，並逼令鄧骘自杀，鄧骘绝食而死。汉顺帝即位，下诏追复邓骘故大将军之位。